# روبيرتو إنجليسي
روبيرتو إنجليسي (بالإيطالية: Roberto Inglese)‏ (12 نوفمبر 1991 بلوتشرا في إيطاليا - ) هو لاعب كرة قدم إيطالي في مركز الهجوم. لعب مع كييفو فيرونا ونادي كاربي وVastese Calcio 1902 ‏ ونادي لوميتساني.

## روابط خارجية
- روبيرتو إنجليسي على موقع الاتحاد الأوربي (الإنجليزية)
- روبيرتو إنجليسي على موقع إي إس بي إن إف سي (الإنجليزية)
- روبيرتو إنجليسي على موقع قاعدة بيانات كرة القدم.إي يو (الإنجليزية)
- روبيرتو إنجليسي على موقع Soccerbase.com (لاعب) (الإنجليزية)
- روبيرتو إنجليسي على موقع Soccerway.com (الإنجليزية)
- روبيرتو إنجليسي على موقع عالم كرة القدم.نت (الإنجليزية)
- روبيرتو إنجليسي على موقع AS.com (الإسبانية)